# Charagochilus
Charagochilus is een geslacht van wantsen uit de familie blindwantsen. Het geslacht werd voor het eerst wetenschappelijk beschreven door Fieber in 1858.

## Soorten
Het genus bevat de volgende soorten:

- Charagochilus angusticollis Linnavuori, 1961
- Charagochilus antennatus (Distant, 1904)
- Charagochilus callopolitus Odhiambo, 1968
- Charagochilus chalreus Odhiambo, 1968
- Charagochilus endecus Odhiambo, 1960
- Charagochilus guineensis Odhiambo, 1968
- Charagochilus gyllenhalii (Fallen, 1807)
- Charagochilus ibykos Linnavuori, 1974
- Charagochilus ikmalios Linnavuori, 1974
- Charagochilus longicornis Reuter, 1885
- Charagochilus maromandius Odhiambo, 1968
- Charagochilus mollis Linnavuori, 1975
- Charagochilus nigritus Odhiambo, 1959
- Charagochilus obscurellus Odhiambo, 1959
- Charagochilus pallidicollis Zheng, 1990
- Charagochilus pallidus Linnavuori, 1975
- Charagochilus similis Zheng, 1990
- Charagochilus spiralifer Kerzhner, 1988
- Charagochilus taivanus (Poppius, 1915)
- Charagochilus vittatus (Reuter, 1907)
- Charagochilus weberi Wagner, 1953
- Charagochilus yulongensis Zheng, 1990